# Halaelurus
Halaelurus es un género de tiburones de la familia scyliorhinidae.

## Especies
- Halaelurus alcockii (Garman, 1913)
- Halaelurus boesemani (Springer & DE Aubrey, 1972)
- Halaelurus buergeri (Müller & Henle, 1838)
- Halaelurus canescens (Günther, 1878)
- Halaelurus clevai (Séret, 1987)
- Halaelurus dawsoni (Springer, 1971)
- Halaelurus hispidus (Alcock, 1891)
- Halaelurus immaculatus (Chu & Meng, 1982)
- Halaelurus lineatus (Bass, DE Aubrey & Kistnasamy, 1975)
- Halaelurus lutarius (Springer & DE Aubrey, 1972)
- Halaelurus maculosus (White, Last & Stevens, 2007)[3]
- Halaelurus natalensis (Regan, 1904)
- Halaelurus quagga (Alcock, 1899)
- Halaelurus sellus (White, Last & Stevens, 2007)[4][5][6][7][8][9]